# Edificio del Tribunal Europeo de Derechos Humanos
El Edificio del Tribunal Europeo de Derechos Humanos está situado en el Barrio Europeo de Estrasburgo, Francia. Fue diseñado por el estudio de Richard Rogers y Claude Buche y completado en 1994. El edificio está situado en la esquina este de la intersección del río Ill y el Canal de la Marne au Rhin. El tribunal tenía anteriormente su sede en un edificio situado justo al otro lado del canal, que fue construido en 1965 y diseñado por Bertrand Monnet, J. Apriell y Papillard.

## Diseño
El edificio fue diseñado en 1989 por la Richard Rogers Partnership de Londres y Claude Bucher de Estrasburgo. Pretendieron crear un «edificio simbólico pero no un monumento». También, debido a la naturaleza del tribunal, querían hacerlo más acogedor y abierto en lugar de ser semejante a una fortaleza. El diseño original se «estiró» posteriormente debido a que, durante la fase de proyecto, la demanda de espacio de oficinas creció un 50% debido a la caída del comunismo en el este de Europa. El edificio usa luz y ventilación natural, excepto el vestíbulo de entrada que usa aire acondicionado de manera eficiente energéticamente. Los dos órganos principales del tribunal, el tribunal y la comisión, ocupan dos grandes cámaras circulares a cada lado del edificio, y las oficinas están situadas en una «cola» que se extiende detrás del edificio.

## Construcción
La construcción del edificio empezó en diciembre de 1991 y finalizó en diciembre de 1994. Fue construido por cincuenta empresas con 125 subcontratistas y costó 544 millones de francos, que procedieron de los Estados miembro del Consejo Europeo, que es el dueño del edificio; sin embargo, la parcela en la que se construyó fue proporcionada por el Ayuntamiento de Estrasburgo.

## Habitaciones

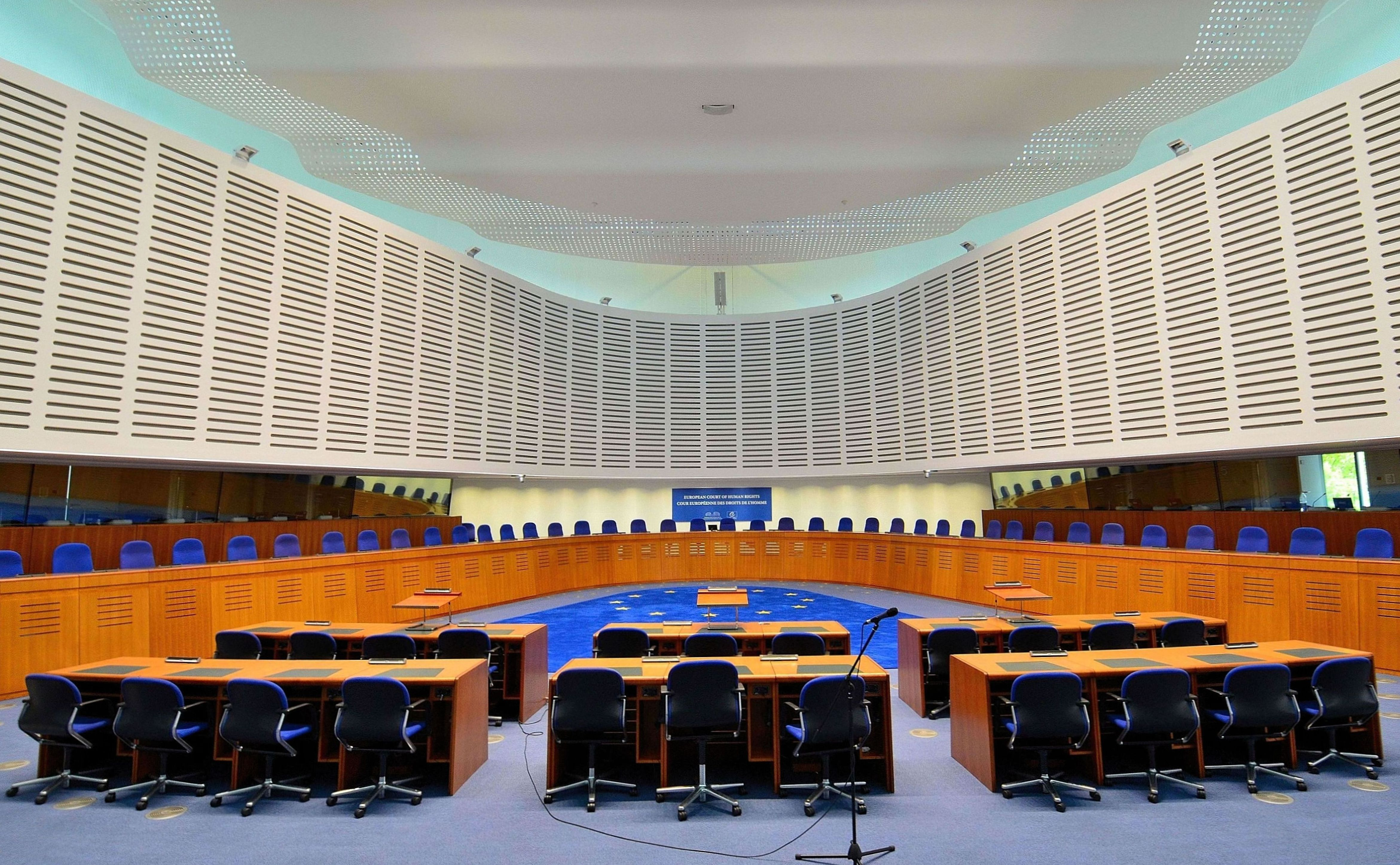
La sala de juicios principal.

El edificio tiene una superficie de 28 000 m². La sala de juicios tiene 860 m² y 260 asientos, con 49 extra para jueces y 33 para solicitantes (la sala de deliberaciones tiene 47 asientos con otros 52 adicionales). La Sala de la Comisión tiene 520 m² y 41 asientos con 30 lugares para solicitantes. Las otras salas de reuniones (en total hay once) tienen 4500 m² y una media de 47 asientos alrededor de la mesa, más 52 en la parte trasera. Las 420 oficinas cubren 16 500 m² y en total el edificio tiene capacidad para seiscientas personas. También hay una sala de proyecciones con 204 asientos y una cafería de 180 asientos.